# Graf connex

Un graf connex amb 4 nodes i 4 arestes

En la teoria de grafs, un graf relacionat o connectat és un graf en el qual tots els seus vèrtexs estan connectats per una ruta (si el graf no està dirigit) o per un semi-camí (si el graf està dirigit). Un graf que no està relacionat s’anomena disconnex o graf no connectat. Els subgrafs màxims relacionats amb un graf no dirigit s’anomenen components connexos. En el cas dels grafs dirigits, si no es considera el significat de les arestes, hi ha un component dèbilment relacionat, mentre que es considera el significat, es parla de components fortament relacionats.

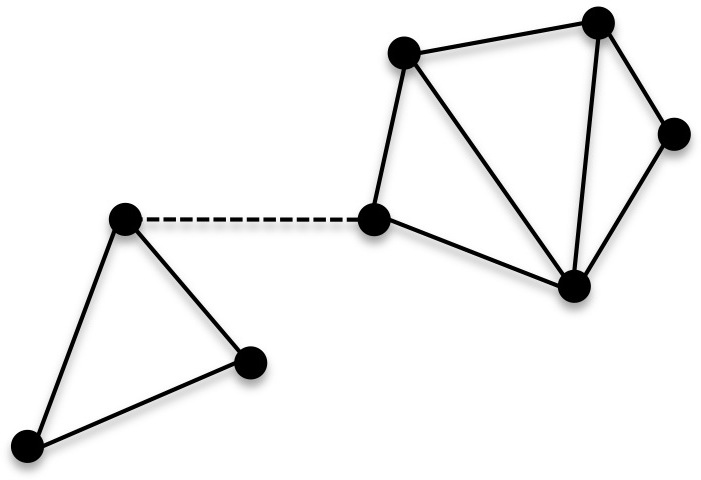
Aquest graf es desconnecta quan s’elimina la línia discontínua.

Un graf està doblement relacionat si cada parell de vèrtexs està connectat per almenys dues rutes disjuntes; És a dir, està relacionat i no té vèrtexs de tall, és a dir, vèrtexs de manera que quan s'eliminen el graf resultant es converteix en disconnex.

Aquest graf es desconnecta quan s'elimina el node més a la dreta de la zona grisa de l'esquerra

El vèrtex 0 d'aquest graf està desconnectat. La resta del graf està connectat.

En informàtica, és possible determinar si un graf està relacionat amb un algorisme de cerca en amplada (BFS) o de cerca en profunditat (DFS). En termes matemàtics, la propietat d’un graf d'ésser relacionat (fortament) permet establir basada en una relació d’equivalència per als seus vèrtexs, que condueix a una partició d’aquests en components (fortament) relacionats quan es consideren grafs aïllats. Aquesta propietat és important per a moltes demostracions en la teoria de grafs.

## Connectivitat en grafs dirigits
En un graf dirigit, es distingeix entre els següents tipus de connectivitat:
- Graf dèbilment relacionat: tots els vèrtexs estan dèbilment connectats, és a dir, units per un 'semi-camí' (ruta que no considera la direcció de les vores);
- Graf relacionat unilateralment: tots els parells de vèrtexs estan connectats unilateralment, és a dir, units per un camí que va d’un a l’altre;[3]
- Graf fortament relacionat: tots els parells de vèrtexs estan fortament connectats, és a dir, units per almenys dos camins, un que va d’un a l’altre i viceversa;
- Graf relacionat recursivament: tots els parells de vèrtexs estan connectats recursivament, és a dir, estan fortament connectats i el camí d’un a l’altre utilitza els mateixos vèrtexs i vores que els del camí invers.

Si es compleixen algun d'aquests tipus de connexions, es compleixen tots els tipus anteriors.